# Бруно Фернандес
Бруно Мигел Боржес Фернандес (порт. Bruno Miguel Borges Fernandes; Маја, 8. септембар 1994) професионални је португалски фудбалер који игра у средини терена на позицији средњег везног играча и наступа за Манчестер јунајтед.

## Клупска каријера
Рођен у месташцу Маја у околини Порта, Фернандес је озбиљније почео да се бави фудбалом у јуниорском тиму Боависте, одакле је са непуних осамнаест година пешао у италијанску Новару. Неколико недеља касније дебитује за први тим у утакмици Серије Б, а током прве професионалне сезоне у каријери на 23 одигране утакмице постигао је 4 гола. 
Годину дана касније прелази у екипу Удинезеа у чијем дресу игра наредне три сезоне у Серији А. У најјачој италијанској лиги дебитовао је 3. новембра 2013. у утакмици против Интер Милана, док је први погодак постигао 7. децембра исте године у утакмици против Наполија. Потом је сезону 2016/17. одиграо у дресу Сампдорије из Ђенове, а затим се у лето 2017. враћа у Португалију где потписује петогодишњи уговор са Спортингом из Лисабона вредан око 9 милиона евра. 
У септембру 2017. одиграо је прву утакмици у УЕФА Лига шампиона против Олимпијакоса. Спортинг је сезону 2017/18. окончао на трећем месту првенствене лествице и тако изгубио право на наступ у Лиги шампиона наредне сезоне. Незадовољни навијачи су упали на један од тренинга екипе, те напали и повредили неколико играча и тренера Спортинга, међу њима и Фернандеса. Због тог инцидента је Бруно Фернандес одлучио да раскине уговор са тимом, баш као и многи првотимци који су били жртве тог напада. 

## Репрезентативна каријера
Прво значајније такмичење на ком је наступио у репрезентативном дресу биле су Олимпијске игре 2016. у Рио де Жанеиру где је одиграо све утакмице за Португалце који су на крају такмичење завршили у четвртфиналу. 
У дресу сениорске репрезентације Португалије дебитовао је 10. новембра 2017. у пријатељској утакмици са Саудијском Арабијом, у којој је одиграо последња 34 минута сусрета након што је заменио Мануела Фернандеса. Потом га је селектор Фернандо Сантос уврстио на списак репрезентативаца за Светско првенство 2018. у Русији, а у последњој припремној утакмици уочи првенства играној против Алжира 7. јуна постигао је и свој први гол у репрезентативном дресу.   
У Русији је играо на прве две утакмице групне фазе, против Шпаније где је добио и жути картон, и Марока пет дана касније. 

## Успеси и признања
Спортинг Лисабон
- Португалски куп (1) : 2018/19.
- Португалски лига куп (2) : 2017/18, 2018/19.

Манчестер јунајтед
- ФА куп (1) : 2023/24.
- Лига куп Енглеске (1) : 2022/23.

Репрезентација Португалије
- УЕФА Лига нација (2) : 2018/19,[3] 2024/25.[4]